# Krzysztof Porwit

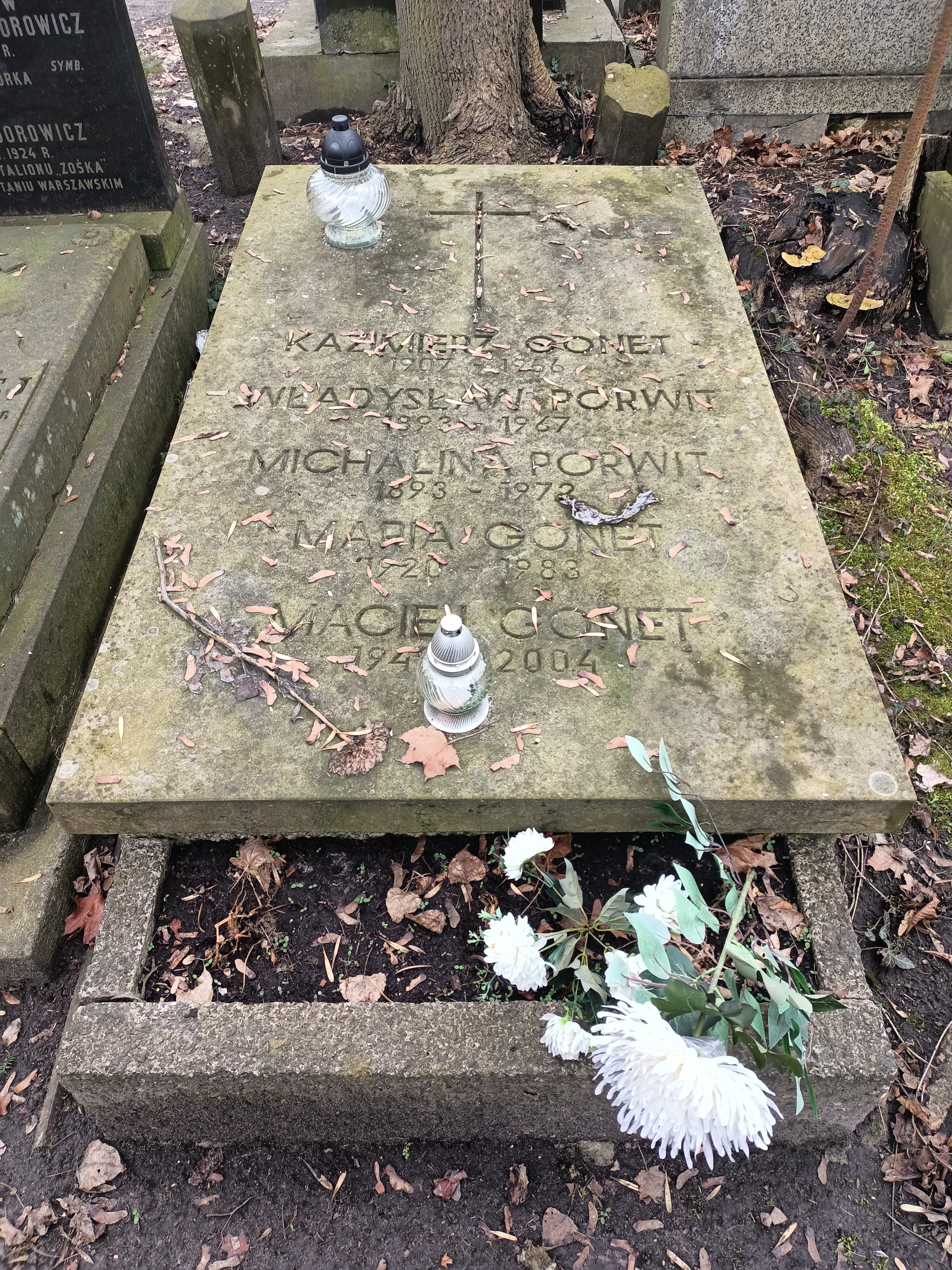
Grób Krzysztofa Porwita na Cmentarzu Powązkowskim

Krzysztof Hugon Porwit (ur. 9 lipca 1922 w Warszawie, zm. 24 sierpnia 2013 tamże) – polski ekonomista, uczestnik powstania warszawskiego.
Był synem pułkownika Mariana Porwita i jego żony Zofii Marii z Friedów. Po powstaniu Armii Krajowej wstąpił w jej szeregi przyjmując pseudonim "Krzyś", został oddelegowany do Komendy Głównej Armii Krajowej, do Oddziału VI BiP (Biuro Informacji i Propagandy), był również członkiem oddziału osłonowego Tajnych Wojskowych Zakładów Wydawniczych. Po wybuchu powstania warszawskiego walczył w północnej części Śródmieścia, a po kapitulacji złożył broń i został osadzony 
w obozie przejściowym w Ożarowie Mazowieckim. Został przetransportowany do Stalagu X B w Sandbostel w północnych Niemczech, a następnie w Stalagu XVIII-C w Markt Pongau. Po zakończeniu wojny został ewakuowany do Londynu, gdzie przebywał do końca 1946, rozpoczął naukę w studium na Uniwersytecie Londyńskim, ale przerwał ją i powrócił do Polski. Studiował w Szkole Głównej Planowania i Statystyki, a następnie pracował w Centralnym Urzędzie Planowania i Państwowej Komisji Planowania Gospodarczego. Pod koniec lat 50. XX wieku został pracownikiem naukowym w Zakładzie Badań Ekonomicznych Komisji Planowania istniejącym przy Radzie Ministrów, a następnie w Instytucie Planowania. W 1972 otrzymał tytuł profesora nauk ekonomicznych. Od 1972 do przejścia w stan spoczynku w 1999 był pracownikiem naukowym w Szkoły Głównej Planowania i Statystyki (obecnie Szkoła Główna Handlowa), początkowo prowadził badania nad problemami wyboru w gospodarce socjalistycznej, a następnie nad zagadnieniami jej reformowania. W kwietniu 1982 został powołany przez Prezesa Rady Ministrów w skład 26-osobowej Konsultacyjnej Rady Gospodarczej pod przewodnictwem prof. Czesława Bobrowskiego.
Po 1989 swoje zainteresowania skierował ku procesom transformacji ustrojowo-systemowej, w latach 1990-1994 kierował Katedrą Polityki Gospodarczej Szkoły Głównej Handlowej.
Jako członek honorowy zasiadał w Fellow Econometric Socjety, należał również do Polskiego Towarzystwa Ekonomicznego i Rady Programowej czasopisma „Ekonomista”. Wchodził w skład Rady Strategii Społeczno-Gospodarczej przy Radzie Ministrów. Był członkiem Wydziału I - Nauk Społecznych i Komitetu Nauk Ekonomicznych Polskiej Akademii Nauk.
W 2001 Prezydent Rzeczypospolitej Polskiej Aleksander Kwaśniewski odznaczył go Krzyżem Komandorskim Orderu Odrodzenia Polski za wybitne zasługi dla rozwoju nauk ekonomicznych.

## Życie prywatne
Jego żoną była Ewa z domu Krzemieniewska. Z tego małżeństwa miał córkę Joannę, doktora nauk medycznych, specjalistkę w dziedzinie epidemiologii i biostatystyki . Został pochowany w grobie rodzinnym na cmentarzu Powązkowskim w Warszawie.